# Трио в перьях
Трио в перьях (нем. Überflieger – Kleine Vögel, großes Geklapper, англ. A Stork's Journey) — полнометражный компьютерный мультфильм 2017 года. Премьера мультфильма состоялась в рамках основной программы Берлинского международного кинофестиваля 12 февраля 2017 года. В России мультфильм вышел 18 мая 2017 года.

## Сюжет
Чета воробьёв ожидает вылупления своего сына, которому уже дали имя Ричард[уточнить]. Вскоре на них нападает куница, и они жертвуют жизнями, чтобы спасти ещё не вылупившегося птенца. Чуть позже сироту находит аистиха Аврора и, понимая, что могло стать с его родителями, забирает к себе в гнездо, где у неё есть упрямый и строгий супруг Клавдий, имеющий неодобрительные взгляды на воробьёв, и сын Макс. Проходит время. Наступает осень, Ричард считает себя аистом и собирается вместе с ними отправиться в Африку. Семья не в силах признаться, что он — воробей, а те не являются перелётными птицами. Несмотря на то что Аврора хотела показать приёмышу, где она его нашла, тот по-прежнему придерживается собственного мнения. Так и не сумев рассказать правду Ричарду, семейство вместе с соплеменниками отправляется на юг в Африку.
Ричард, осознав, что все улетели без него, пытается добраться до них, но из-за плохой погоды теряет сознание. Очнувшись ночью, он встречает карликовую сову Ольгу, у которой есть воображаемый друг Олег, и она спасает воробья от летучих мышей. Ричард понял, что без неё ночью выжить не сможет, и берёт её к себе в спутницы. По пути та узнает от голубей, что для того, чтобы добраться до Африки, им необходимо прибыть в Гибралтар.
Пролетая мимо караоке-бара, Ричард и Ольга освобождают самовлюблённого и манерного попугая Кики, который обещает им помочь добраться до Гибралтара на поезде (хотя на самом деле он спешит добраться до Санремо на музыкальный фестиваль). Уже в вагоне сова рассказывает историю о том, как была изгоем среди своих, и поэтому у неё появился «Олег». Утром, когда экспресс прибыл в Санремо, Кики тайком отделяется от спящих спутников, а они в свою очередь слышат от ворон, что попугай их предал. Ричард ссорится с Ольгой, а та «потеряла» Олега.
На музыкальном фестивале Кики узнаёт, что его номер на сцене «украли», извиняется перед товарищами и решает плыть с ними в Африку на пароме. Прибыв туда втроём, герои узнают, что сводный брат Ричарда Макс пропал после того, как зашёл в нору, и отправляются за ним. В ходе спасательной операции воробью предстояло победить медоеда, обвалив пещеру. Клавдий благодарит его за спасение Макса и официально провозглашает своим сыном и членом стаи.
В финале аисты и главная троица долетают до желанной цели — Великого озера.

## Роли озвучивали
- Тильман Дёблер/Купер Келли Крамер — Ричард
- Шеннон Конли/Николетт Кребиц — Ольга
- Кристиан Гол/Марк Томпсон — Кики
- Марко Эссер/Джейсон Гриффит — Макс
- Маркус Офф/Джонатан Тодд Росс — Клавдий
- Эрика Шредер/Мод Акерманн — Аврора

### Русский дубляж
- Алексей Воробьёв — Ричард
- Полина Гагарина — Ольга
- Филипп Киркоров — Кики